# 庭瀨藩
庭瀨藩（日语：／ Niwase-han */?）是日本備中國賀陽郡中田的藩，慶長5年（1600年）創藩，延寶7年11月2日（1679年12月4日）廢藩，天和3年8月21日（1683年10月11日）再次創藩，貞享3年正月26日（1686年2月18日）廢藩，元祿7年12月8日（1695年1月22日）第三次創藩，元祿10年9月15日（1697年10月29日）廢藩，元祿12年2月4日（1699年3月5日）第四次創藩，明治4年7月14日（1871年8月29日）廢藩，石高在高峰期達50,000石，藩廳是庭瀨陣屋，藩校是創建於文政6年（1823年）的誠意館，人口是5,053戶21,442人。武家屋敷方面，江戶藩邸上屋敷位於下谷池之端，下屋敷位於千駄木，藏屋敷則位於堂島裏2丁目。

## 歷史
慶長5年（1600年），戶川達安作為東軍在關原之戰後獲賜備中國都宇郡、賀陽郡和窪屋郡內29,200石，庭瀨藩正式成立。寬永5年（1628年）2月，戶川正安繼位，他分知都宇郡早島3,400石予其弟戶川安尤，都宇郡內以及窪屋郡帶江3,300石予另一弟弟戶川安利，庭瀨藩的石高也減至22,500石。
寬文9年7月19日（1669年8月15日），戶川安宣繼位，由於他分知都宇郡妹尾1,500石予其弟戶川安成，因此庭瀨藩的石高再減至21,000石。延寶3年3月23日（1675年4月17日），戶川安風繼位，他分知都宇都撫川1,000石予其弟戶川達富，庭瀨藩的石高變為20,000石。延寶7年11月2日（1679年12月4日），安風死去，戶川家由於沒有嗣子繼位而被改易，分家的早島戶川氏、帶江戶川氏、妹尾戶川氏和撫川戶川氏則作為旗本存續至明治維新。其中，撫川戶川氏的達富繼承宗家，獲加增4,000石。
天和3年8月21日（1683年10月11日），久世重之以50,000石從下總關宿藩以50,000石入主庭瀨，領地分佈於備中國賀陽郡、都宇郡、窪屋郡、淺口郡、小田郡和後月郡。貞享3年正月26日（1686年2月18日），由於重之轉封至丹波龜山藩，庭瀨藩再次廢藩。元祿7年12月8日（1695年1月22日），松平信通從大和興留藩入主庭瀨。元祿10年9月15日（1697年10月29日），信通轉封至出羽上山藩，庭瀨藩第三次廢藩。
元祿12年2月4日（1699年3月5日），板倉重高從上總高瀧藩以20,000石入主庭瀨，領地是備中國賀陽郡、都宇郡和小田郡。正德2年（1712年），重高獲任命為大坂加番，翌年2月10日（1713年3月6日）死於大坂。明和5年（1768年）12月，庭瀨藩的官員私自增收運上等費用，導致小田郡的百姓蜂起，矢掛町佐渡屋源二郎、茶屋忠六、西三成村武平次和東三成村源二衛的宅邸均遭到打毀，最終發起一揆的三人被處死。
嘉永元年（1848年）3月，陸奧磐城平藩藩主安藤信由次子作為板倉勝貞的養子而繼位，即板倉勝成。同年6月25日（7月25日），勝成死去，上野伊勢崎藩藩主酒井忠恒之子作為勝成的養子而繼位，即板倉勝全。安政5年（1858年）2月，勝全致仕，陸奧福島藩藩主板倉勝俊之子作為勝全的養子而繼位，即板倉勝弘。
慶應4年（1868年）正月，庭瀨藩作為勤王派與備前岡山藩一同出兵討伐備中松山藩。同年5月5日（6月24日），彰義隊湧至江戶藩邸，要求交出藩邸以及武器，由於當時在藩邸的藩士不多，因此最終在沒有抵抗的情況下交出武器和彈藥，翌日主戰派的藩士更脫藩參加彰義隊。同年6月1日（7月20日），勝弘被處以謹慎。同年7月，勝弘為了洗脫污名，在領地組成稱為殉義隊和報國隊的農兵，最終明治元年9月13日（1868年10月28日）獲赦免。明治4年7月14日（1871年8月29日），廢藩置縣。

## 歷任藩主
| 家名       | 家格      | 名稱     | 石高     | 領地                                                 |
| ---------- | --------- | -------- | -------- | ---------------------------------------------------- |
| 戶川家     | 外樣 陣屋 | 戶川達安 | 29,200石 | 備中國都宇郡、賀陽郡和窪屋郡                         |
| 戶川家     | 外樣 陣屋 | 戶川正安 | 22,500石 | 備中國都宇郡、賀陽郡和窪屋郡                         |
| 戶川家     | 外樣 陣屋 | 戶川安宣 | 21,000石 | 備中國都宇郡、賀陽郡和窪屋郡                         |
| 戶川家     | 外樣 陣屋 | 戶川安風 | 20,000石 | 備中國都宇郡、賀陽郡和窪屋郡                         |
| 久世家     | 譜代 陣屋 | 久世重之 | 50,000石 | 備中國賀陽郡、都宇郡、窪屋郡、淺口郡、小田郡和後月郡 |
| 藤井松平家 | 譜代 陣屋 | 松平信通 | [ 註 6 ] | [ 註 6 ]                                             |
| 板倉家     | 譜代 陣屋 | 板倉重高 | 20,000石 | 備中國賀陽郡、都宇郡和小田郡                         |
| 板倉家     | 譜代 陣屋 | 板倉昌信 | 20,000石 | 備中國賀陽郡、都宇郡和小田郡                         |
| 板倉家     | 譜代 陣屋 | 板倉勝興 | 20,000石 | 備中國賀陽郡、都宇郡和小田郡                         |
| 板倉家     | 譜代 陣屋 | 板倉勝志 | 20,000石 | 備中國賀陽郡、都宇郡和小田郡                         |
| 板倉家     | 譜代 陣屋 | 板倉勝喜 | 20,000石 | 備中國賀陽郡、都宇郡和小田郡                         |
| 板倉家     | 譜代 陣屋 | 板倉勝氐 | 20,000石 | 備中國賀陽郡、都宇郡和小田郡                         |
| 板倉家     | 譜代 陣屋 | 板倉勝資 | 20,000石 | 備中國賀陽郡、都宇郡和小田郡                         |
| 板倉家     | 譜代 陣屋 | 板倉勝貞 | 20,000石 | 備中國賀陽郡、都宇郡和小田郡                         |
| 板倉家     | 譜代 陣屋 | 板倉勝成 | 20,000石 | 備中國賀陽郡、都宇郡和小田郡                         |
| 板倉家     | 譜代 陣屋 | 板倉勝全 | 20,000石 | 備中國賀陽郡、都宇郡和小田郡                         |
| 板倉家     | 譜代 陣屋 | 板倉勝弘 | 20,000石 | 備中國賀陽郡、都宇郡和小田郡                         |

## 領地
| 令制國 | 郡     | 領地                                                                            |
| ------ | ------ | ------------------------------------------------------------------------------- |
| 備中國 | 都宇郡 | 妹尾村、大內田村、撫川村、東庄村、山地村、矢部村、鳥羽村、栗坂村、德芳村（9村） |
| 備中國 | 賀陽郡 | 庭瀨村、宮內村、立田村、原小才村（4村）                                         |

| 令制國 | 郡     | 領地 |
| ------ | ------ | --- |
| 備中國 | 都宇郡 | 矢部村 |
| 備中國 | 小田郡 | 山口村、小田村、宇內村、東水砂村、西水砂村、黑木村、星田村、三山村、宇戶村、土井村、上高末村、下高末村、本堀村、小林村、矢掛村、東三成村、橫谷村、中村、里山田村、江良村 |
| 備中國 | 賀陽郡 | 川入村、宮內村、立田村、延友村、中田村、平野村、平野村沖分、板倉村、西花尻村、東花尻村                                                                                   |

## 註解
1. ↑  中田現為岡山縣岡山市北區庭瀨（日语：庭瀬町）[1]。
2. ↑  現行對應地名如下：
  - 下谷池之端上屋敷現為東京都文京區湯島3丁目34-9[4]。
  - 千駄木下屋敷現為文京區千駄木3-35一帶[5]。
  - 堂島裏2丁目現為大阪府大阪市北區堂島2丁目[3][6]。
3. ↑  現行對應地名如下[1]：
  - 早島現為岡山縣都窪郡早島町早島和若宮。
  - 帶江現為岡山縣倉敷市羽島（日语：帯江地区）。
4. ↑  現行對應地名如下[1]：
  - 妹尾現為岡山市南區妹尾（日语：妹尾地域）。
  - 撫川現為岡山市北區撫川和中撫川（日语：撫川町）一帶。
5. ↑  現行對應地名如下[1]：
  - 矢掛町現為岡山縣小田郡矢掛町矢掛。
  - 西三成村和東三成村現為矢掛町東三成（日语：三谷村 (岡山県)）一帶。
6. ↑  《國史大辭典》稱是20,000石[12]，《角川日本地名大辭典》、《日本歷史地名大系》和《大英國際大百科事典（日语：ブリタニカ国際大百科事典）》稱是30,000石[13][7][1]，《藩史大事典》同時提到20,000石和30,000石兩種說法。領地方面，《角川日本地名大辭典》和《藩史大事典》稱是備中國賀陽郡、都宇都和小田郡[2][1]，《日本歷史地名大系》則指是大和國10,000石，小田郡、賀陽郡和都宇都20,000石[7]。

## 外部連結
- . kotobank （日语）.